# Erich Duda
Erich Duda (17. prosince 1942 – 16. ledna 1992) byl český fotbalista, záložník. Je pohřben v Dolní Lutyni.

## Fotbalová kariéra
V československé lize hrál za TŽ Třinec a Baník Ostrava. Nastoupil ve 27 ligových urkáních a dal 6 ligových gólů. V létě 1971 odešel do VOKD Poruba.

## Ligová bilance
| Ročník                                   | Zápasy | Góly | Klub          |
| ---------------------------------------- | ------ | ---- | ------------- |
| 1. československá fotbalová liga 1963/64 | 19     | 6    | TŽ Třinec     |
| 1. československá fotbalová liga 1968/69 | 6      | 0    | Baník Ostrava |
| 1. československá fotbalová liga 1969/70 | 1      | 0    | Baník Ostrava |
| 1. československá fotbalová liga 1970/71 | 1      | 0    | Baník Ostrava |
| CELKEM                                   | 27     | 6    |               |